# Las lenguas de diamante
Las lenguas de diamante es una colección de poemas escritos por la autora uruguaya Juana de Ibarbourou, publicada por primera vez en 1918 en Montevideo, cuando tenía 22 años de edad. Fue prologado por Manuel Gálvez. El libro rompe con las características ya agotadas del Modernismo de fines de siglo XIX, principios del siglo XX, con una temática chispeante que alaba al cuerpo y se funde con la naturaleza. Le valió el éxito instantáneo a nivel nacional e internacional, hecho que la llevará no mucho tiempo después a ser reconocida como «Juana de América».

## Proceso de publicación
Juana inició sus publicaciones en periódicos de Melo utilizando el seudónimo afrancesado Jeannette d'Ybar. Luego logró reunir un grupo de poemas en un breve libro que puso a consideración de Vicente Salaberry, director de una página literaria en el diario La Razón de Montevideo. Su crítica fue muy buena y publicó en ese diario una página con el título «La revelación de una extraordinaria poetisa» donde expresó su opinión e incluyó varios de los poemas.
Luego reúne en su primer libro varios poemas con el nombre Juana de Ibarborou, el cual es publicado por una editorial de Buenos Aires, con el título de marcada tonalidad modernista Las lenguas de diamante, con un prólogo del novelista argentino Manuel Gálvez.
El libro está dedicado a su esposo, a quien considera el compañero y amante que ha inspirado su poesía desde la época de su noviazgo.
Juana recibe veinticinco ejemplares, de los cuales envía uno a Gabriele D'Annunzio y cuatro a Miguel de Unamuno para que los envíe a Juan Ramón Giménez, Antonio Machado y Manuel Machado, quienes hacen sendos acuses de recibo con notables elogios a su obra.

### Reediciones
En sucesivas reediciones, el conjunto de poemas incluidos varía.
A inicios del año 2011 fue reeditado el primer libro de Juana, por Ediciones de la Banda Oriental, como una selección de poemas, realizada por los estudiosos Pablo Rocca y Luis Volonté. Rreúne 47 poemas, en tres secciones: «La luz interior», «Ánforas negras» y «La clara cisterna».

## Características
La temática principal es la amorosa, olvidando las restricciones establecidas en la época por el órgano regulador de la moral (Iglesia católica). Juana alaba al cuerpo y a su piel morena a través de toda la obra, característica además que será constante en sus obras posteriores. La naturaleza y el erotismo se elevan para pasar a formar parte de una cotidianidad de la que estaban separados, bajo estrictos preceptos sociales y morales.
Resaltan el lenguaje sencillo, la ausencia de metáforas rebuscadas, enlaces intertextuales que alejen al lector del poema (característica fundamental del Modernismo) y la abundancia de recursos literarios que funden al yo lírico con la naturaleza, otorgándole así una serie de rasgos que serán distintivos de la primera porción de la obra de Juana.

Las lenguas de diamante
Bajo la luna llena, que es una oblea de cobre,
vagamos taciturnos en un éxtasis vago
como sombras delgadas que se deslizan sobre

las arenas de bronce de la orilla del lago.
Juana de Ibarbourou

## Valoración de la obra
En el prólogo de la primera edición, Gálvez reconoce en los versos de Juana, «un amor sano, fuerte, juvenil, intrépido , natural" expresando "bellamente un sentido natural del amor y de la vida.»
Miguel de Unamuno, en su acuse de recibo del ejemplar enviado por la escritora, dice «...me ha sorprendido gratísimamente la castísima desnudez espiritual de las poesías de usted, tan frescas y tan ardorosas a la vez.»
En una publicación en el diario La Nación de Buenos Aires, dice: «Una excelente, excelentísima poetisa oriental [...] Juana de Ibarbourou, ha escrito unas poesías de una castísima y ardiente desnudez, de un ardor de pasión contenida[...] Esas poesías, incorrectas a las veces, desmañadas tal vez, pero intensas y hondas y encendidas, poéticas,en fin, casi siempre, forman un volumen que se titula LAS LENGUAS DE DIAMANTE...»

## Poemas incluidos en el libro
- Las lenguas de diamante
- La pequeña llama
- Las cuatro alas de abeja
- La espera
- Lo que soy para ti
- La hora
- La Sed
- Rebelde
- La angustia del agua quieta
- Implacable
- Amémonos
- El fuerte lazo
- La estrella
- Melancolía
- Pasión
- ¿Sueño?
- Redención
- Lamentación
- Vida Garfio
- Te doy mi alma
- Las violetas
- "Toilette" suprema
- Despecho
- El dulce milagro
- La pastora
- Hastío
- Insomnio
- Thais santificada
- Ofrenda
- La cita
- Inquietud
- La estatua
- Amor
- Fusión
- Santamaritana
- La inquietud fugaz
- Monja noche
- Angustia